# Крупец (Смоленская область)
Крупец — деревня в Монастырщинском районе Смоленской области России. Входит в состав Добросельского сельского поселения. Население — 5 жителей (2007 год). 
Расположена в западной части области в 24 км к юго-западу от Монастырщины, в 65 км западнее автодороги А141 Орёл — Витебск, на берегу реки Вихра. В 63 км восточнее деревни расположена железнодорожная станция Васьково на линии Смоленск — Рославль. 

## История
В годы Великой Отечественной войны деревня была оккупирована гитлеровскими войсками в июле 1941 года, освобождена в сентябре 1943 года.